# Universal City (Califórnia)
Universal City é uma comunidade não incorporada localizada no estado norte-americano da Califórnia, no Condado de Los Angeles.
A comunidade inclui 415 acres pertencentes à Universal Studios, sediada neste local. Aproximadamente 70% da propriedade faz parte da área não incorporada do condado e a área restante situa-se dentro dos limites da cidade de Los Angeles.
Seu código postal é 91608 e o código de área é 818.